# Liste des organismes d'intérêt public belges de catégorie C
Cette page liste les organismes appartenant à la catégorie C selon l'article 1 de la loi belge du 16 mars 1954 relative au contrôle de certains organismes d'intérêt public.
- Agence fédérale de contrôle nucléaire[1]
- Bureau de normalisation[1]
- Commission bancaire, financière et des assurances[1]
- Fonds de participation[1]
- Office de contrôle des mutualités et des unions nationales[1]